# Єронім (Химій)
Єроні́м Іси́дор Химі́й (12 березня 1919, Радвей, Альберта, Канада — 19 вересня 1992, Ванкувер, Британська Колумбія, Канада, похований у Мондері) — єпископ, український греко-католицький церковний діяч, василіянин.

## Життєпис
Батьки Євстахій і Анна (уроджена Ягній) Химії прибули до Канади з міста Борщів (тепер Тернопільська область). До Василіанського Чину вступив 19 березня 1934 року, ієрейські свячення отримав з рук єпископа Василя Ладики 29 червня 1944 року.
У 1944—1947 роках — сотрудник парафії св. Йосафата в Едмонтоні; 1947—1948 роки — сотрудник парафії Успіння Божої Матері та професор василіянських студентів у Ґрімзбі (Канада); 1949—1950 рр. — сотрудник у Мондері; 1950—1956 рр. — парох Пресвятої Трійці у Веґревілі (Альберта), де збудував першу муровану церкву; в 1956—1958 роках і 1961—1962 роках — вивчав канонічне право в Папському Латеранському університеті, здобувши в Римі у 1958 році — ліценціат, а у 1966 році — докторат з канонічного права; в 1958—1960 роках — парафіяльний сотрудник у Вінніпезі; 1960—1961 рр. — настоятель монастиря св. Йосафата в Оттаві й духівник новіціату Сестер Служебниць в Анкестері, Онтаріо.
1961—1963 рр. — генеральний секретар Василіянського Чину в Римі; 1963—1974 рр. — генеральний консультор, а в 1966—1974 роках — ректор Української Папської колегії св. Йосафата на Джаніколо в Римі.
27 червня 1974 року іменований папою Павлом VI Єпархом Нью-Вестмінстеру (Канада) для українців, а єпископські свячення отримав 5 вересня 1974 року з рук митрополита Максима Германюка, митрополита Амвросія Сенишина та єпископа Ніля Саварина. Від 1973 р. по 1983 р. — консультор Конгрегації для Східних Церков, а в 1978—1983 роках — консультор комісії для перегляду східного канонічного права, з 1985 р. — голова комісії синоду єпископів УГКЦ по підготовці партикулярного права. У 1968 році видав працю «Юридичний статус Верховного Архієпископа в сучасному східному канонічному праві» (лат. «De figura iuridica Archiepiscopi Maioris in Iure Canonico Orientali vigenti») Romae 1968, p. 222.